# Bouvigny-Boyeffles
Bouvigny-Boyeffles é uma comuna francesa na região administrativa de Altos da França, no departamento de Pas-de-Calais. Estende-se por uma área de 9,1 km².